# Fontaine gallo-romaine
La fontaine gallo-romaine, est une fontaine située au no 9 de la place de la Pucelle, à Rouen.

## Historique
Lors des travaux de construction d'un parking souterrain en 1994, sous la place de la Pucelle, une fontaine gallo-romaine du IIIe siècle a été découverte. 
Démontée, elle a pris place au rez-de-chaussée du siège ERDF Manche-Mer du Nord-Normandie.